# حزب الشعب الديمقراطي الأردني
حزب الشعب الديمقراطي الأردني يرمز له اختصارا ب (حشد) حزب يساري أردني، نشأ كأمتداد للجبهة الديمقراطية لتحرير فلسطين في الأردن، تأسس عام 1993. وهو تنظيم سياسي ديمقراطي وثوري يشكل جزءا من حركة الطبقة العاملة ويسعى إلى توحيد فصائلها - كما يعبر عن نفسه. لسان حاله هي جريدة الأهالي الأردنية. الأمين الأول في الحزب هي عبلة أبو علبة، والتي فازت بمقعد في مجلس النواب الأردني عن اليسار الأردني في الانتخابات الأخيرة عام 2010، وهي رابع شخص يتقلد منصب أمين أول في الحزب منذ تأسيسه. يعتبر الحزب أحد الأحزاب الأساسية في المعارضة الأردنية المنضوية تحت مايسمى بـلجنة التنسيق العليا للمعارضة الأردنية.

## أفكار الحزب
يسترشد الحزب بالماركسية اللينينية كمنهج علمي لتحليل الواقع الاجتماعي ودليل عمل من اجل تغييره. ووفقا لأدبياته، يقدم الحزب نفسه كممثل لشريحة كبيرة من المجتمع الأردني، وهم الفلسطينيون. حيث يكمن هذا في ادراكه لواقع الاندماج الوثيق بين أبناء الشعبين الأردني والفلسطيني على ارض الأردن في نسيج اجتماعي / اقتصادي متكامل، حيث يدافع الحزب عن حق الجماهير الفلسطينية في الأردن بممارسة كافة حقوق المواطنة على قدم المساواة بما يكفل استمرار انخراطها الفعال الحياة السياسية، ودفاعا عن مصالحها الحياتية والديمقراطية المباشرة، وبما يعزز الوحدة الوطنية للأردن، وحقهم في العودة الحرة إلى ارض وطنهم ومن اجل احباط مشاريع التوطين.

## الهيكل التنظيمي
يتكون الهيكل التنظيمي لحزب الشعب الديمقراطي الأردني من: المكتب السياسي، اللجنة المركزية، الفرع، المنطقة، المحلة، الخلية القاعدية. إلى جانب العديد من اللجان المتخصصة:
- لجنة الإعلام المركزية.
- لجنة الدراسات.
- لجنة الإدارة والمالية.
- لجنة شؤون اللاجئين.
- لجنة الدفاع عن معيشة المواطن، لجنة الاتصالات الخارجية.

بالإضافة إلى العديد من المنظمات الديمقراطية:
- كتلة الوحدة العمالية (عمال).
- رابطة الشباب الديمقراطي (رشاد).
- رابطة النساء الديمقراطيات (رند).
- لجان المهنيين الديمقراطيين (مهنيون).
- لجان المعلمين الديمقراطيين (معلم).

## شخصيات بارزة
من أعضاء المكتب السياسي وقادة الحزب:
- تيسير الزبري
- سالم النحاس
- أحمد يوسف
- عبلة أبو علبة
- مقبل مومني
- عارف الزغول
- نضال غانم
- عودة الله الحباشنة
- أمجد النسور
- عدنان خليفة
- خليل السيد
- محمود الكايد
- حسين أبو حلقة
- كمال الدباس
- سمر محمود
- محمد الزرقان
- محمد خليل

## وصلات خارجية
- جريدة الأهالي نسخة محفوظة 14 مايو 2019 على موقع واي باك مشين.